# バイエラー財団
バイエラー財団（ - ざいだん）は、バーゼル近郊のリーエンにあるスイスの私立の文化団体である。この財団は、美術商エルンスト・バイエラーと彼の妻のヒルディ・バイエラーによって収集されたモダン・アートとコンテンポラリー・アートのコレクションを保護している。

## はじまり
エルンスト・バイエラー(1921-2010)と彼の妻のヒルディ・バイエラー(1922-2008)は、数十年間にわたり20世紀の芸術作品（主に絵画と彫刻）を収集してきた。そして、子どもがいなかったことから、1982年にこれらのコレクションを財団に委ねることを決定した。
コレクションの初公開は1989年にマドリードのソフィア王妃芸術センターで行われた。財団美術館の開館は1997年である。

## 美術館
美術館の建物はポンピドゥーセンターの2人の建築家のうちの1人であるレンゾ・ピアノによって建設された。美術館を囲む庭園内にカルダーのモビール「L'arbre（木）」がある。
美術館の3つの部屋の窓際にはスイレンの広がる池がある。

## コレクション
美術館内に200点ほどの絵画・彫刻が展示されている。
コレクションとして、モネ、 セザンヌ、 ルソー、 ピカソ, ミロなどの20世紀始めの印象派、ポスト印象派およびキュビスムの作品と、エルズワース・ケリー、バーネット・ニューマン、 マーク・ロスコなどの1950年代アメリカ絵画を収集している。
財団はエドヴァルド・ムンク、ピカソ、アンリ・ルソーなどの大規模な企画展を定期的に開催している。

### おもな絵画

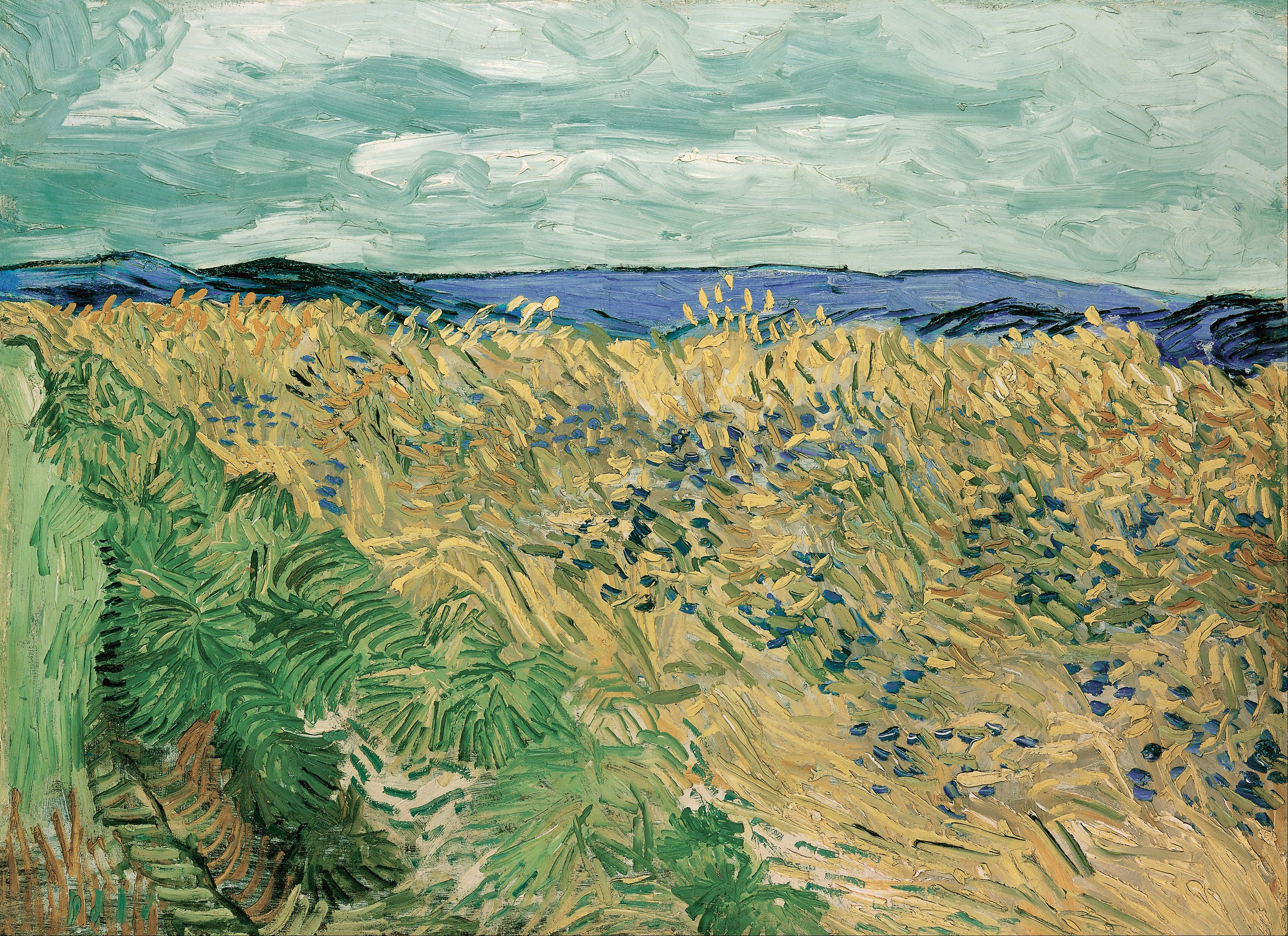
フィンセント・ファン・ゴッホ 「Wheatfield With Cornflowers」　1890年
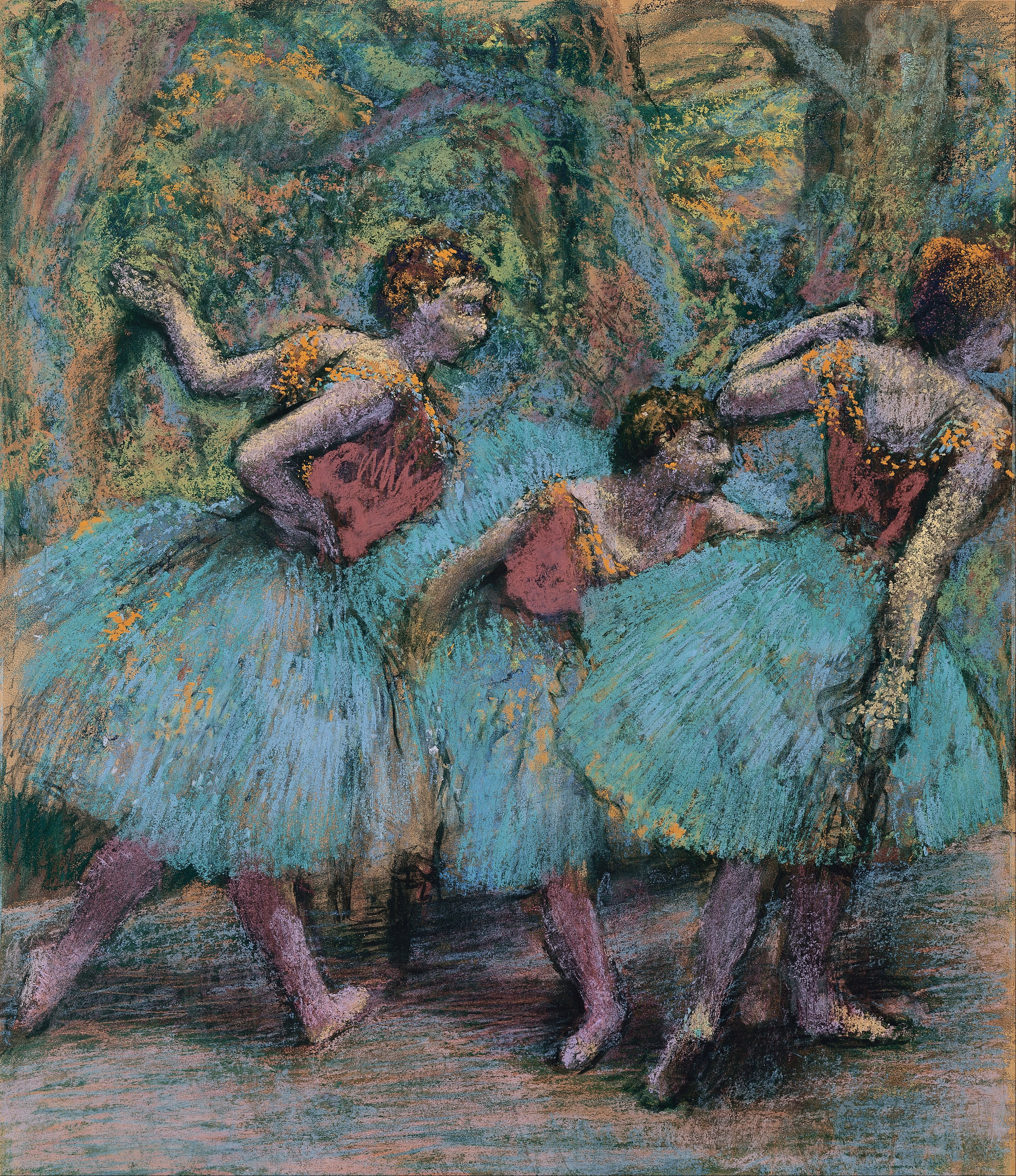
エドガー・ドガ 「Three Dancers (Blue Tutus, Red Bodices)」　1903年
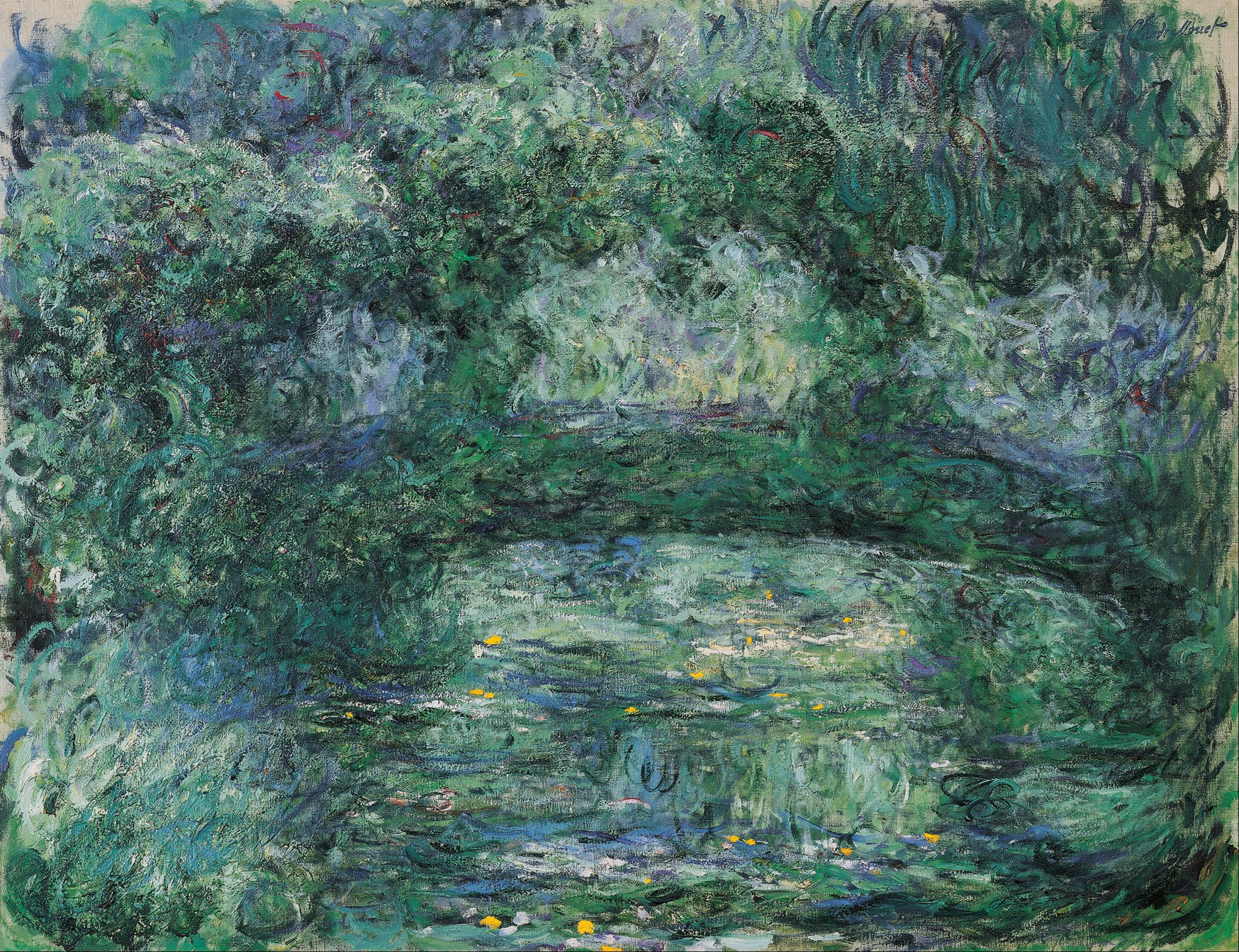
クロード・モネ 「The Japanese Bridge」　1918-24年
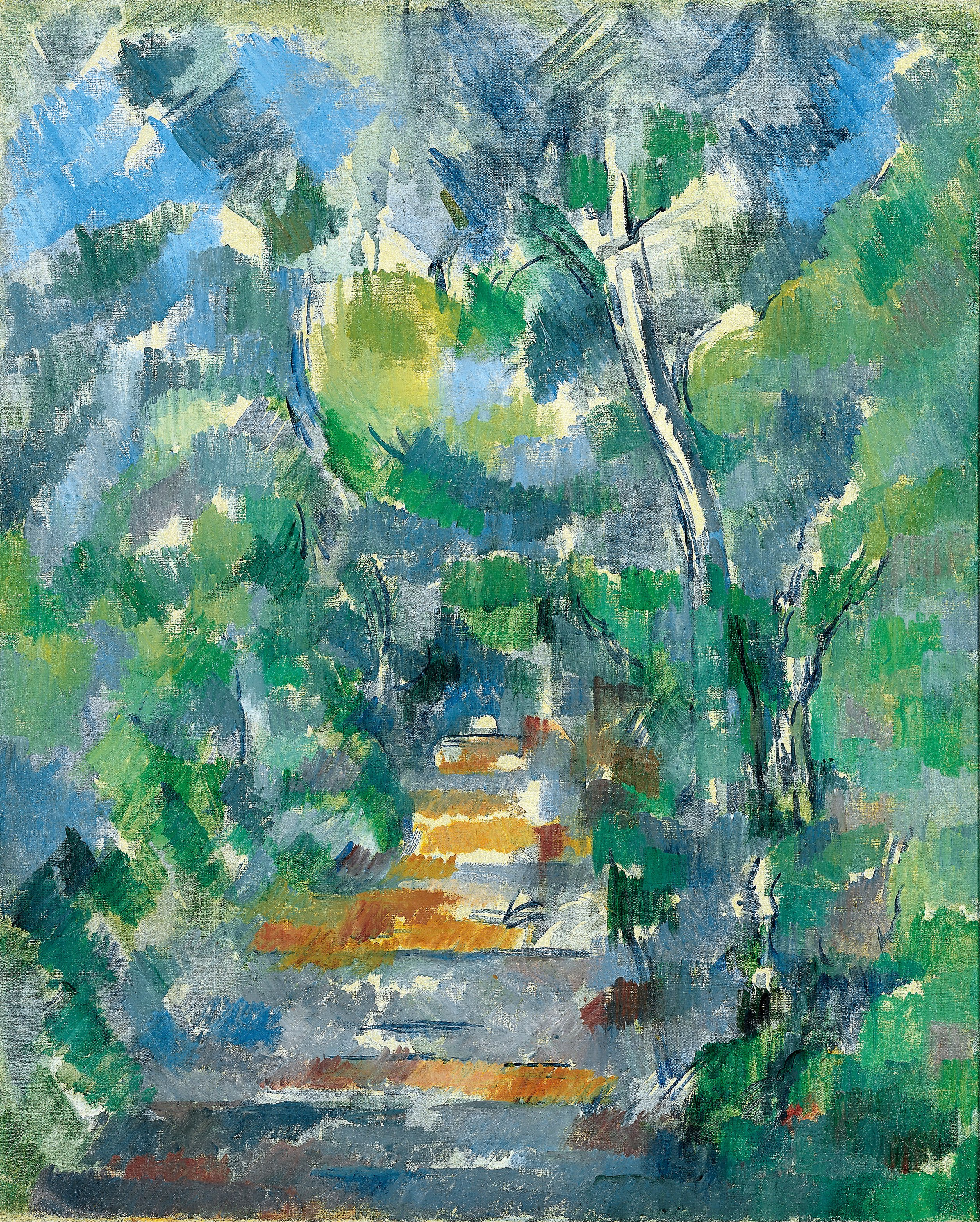
ポール・セザンヌ 「Forest Scene (Path from Mas Jolie to Château noir)」　1900-02年
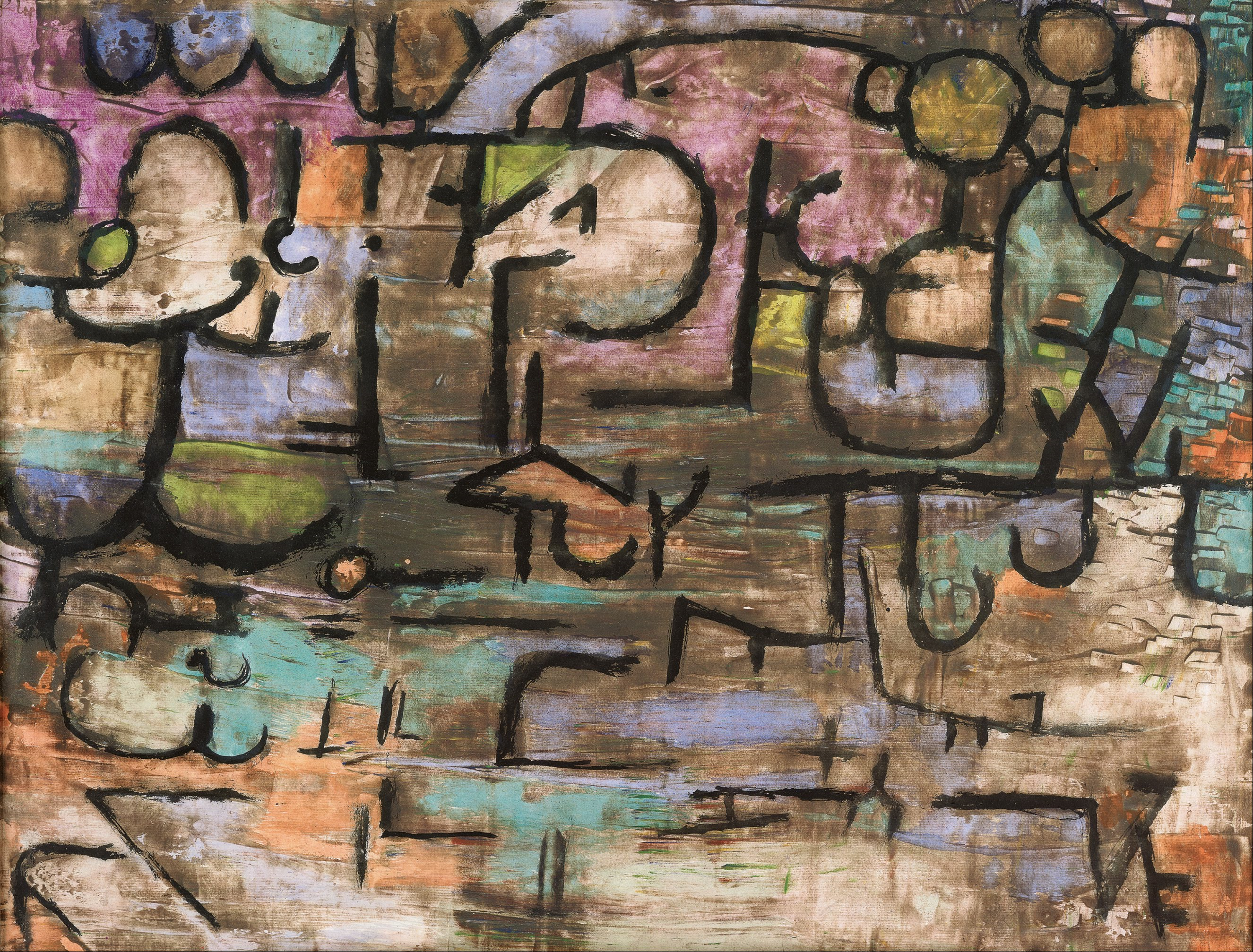
パウル・クレー 「After The Flood」　1936年
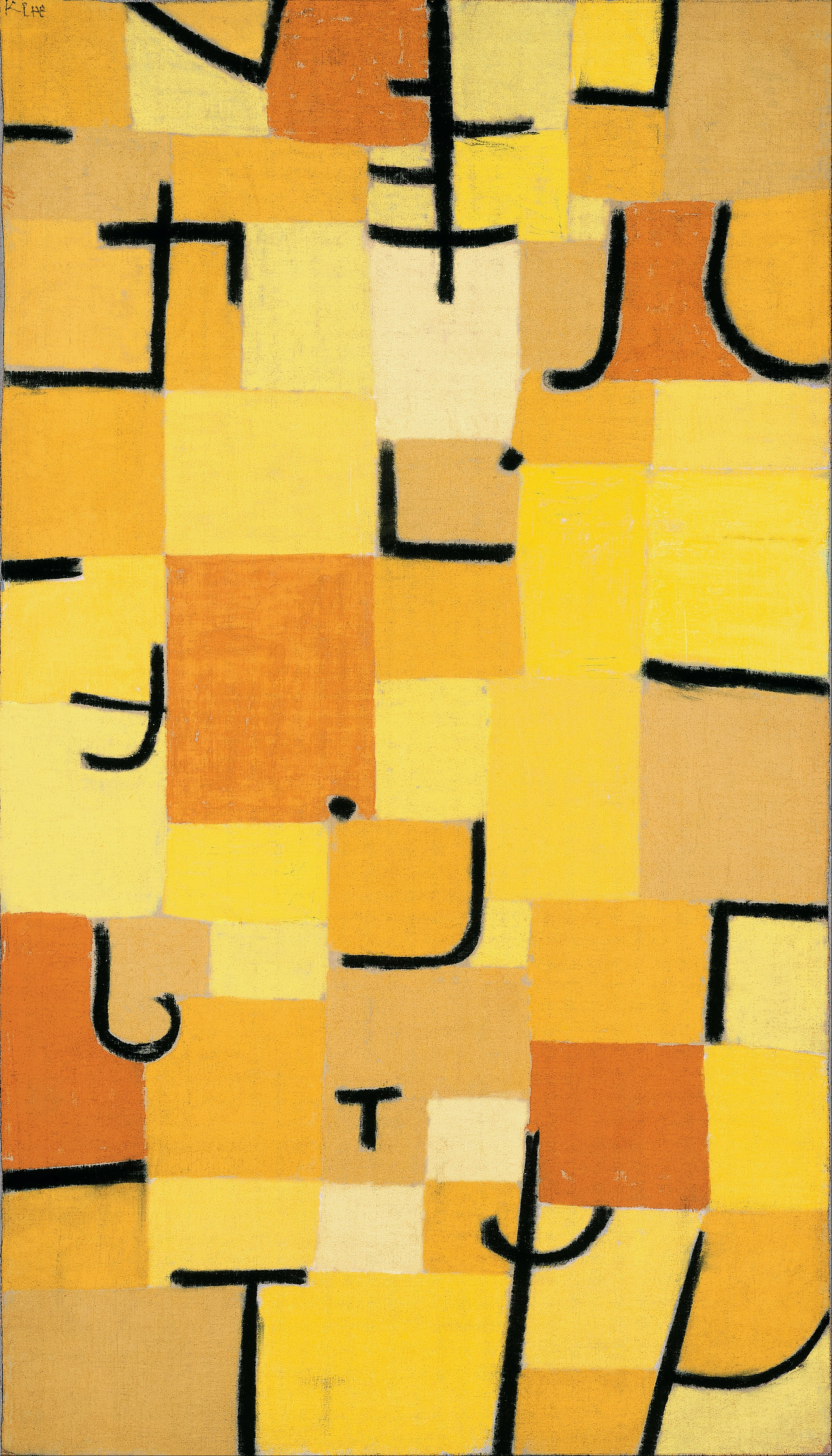
パウル・クレー 「Signs In Yellow」　1937年
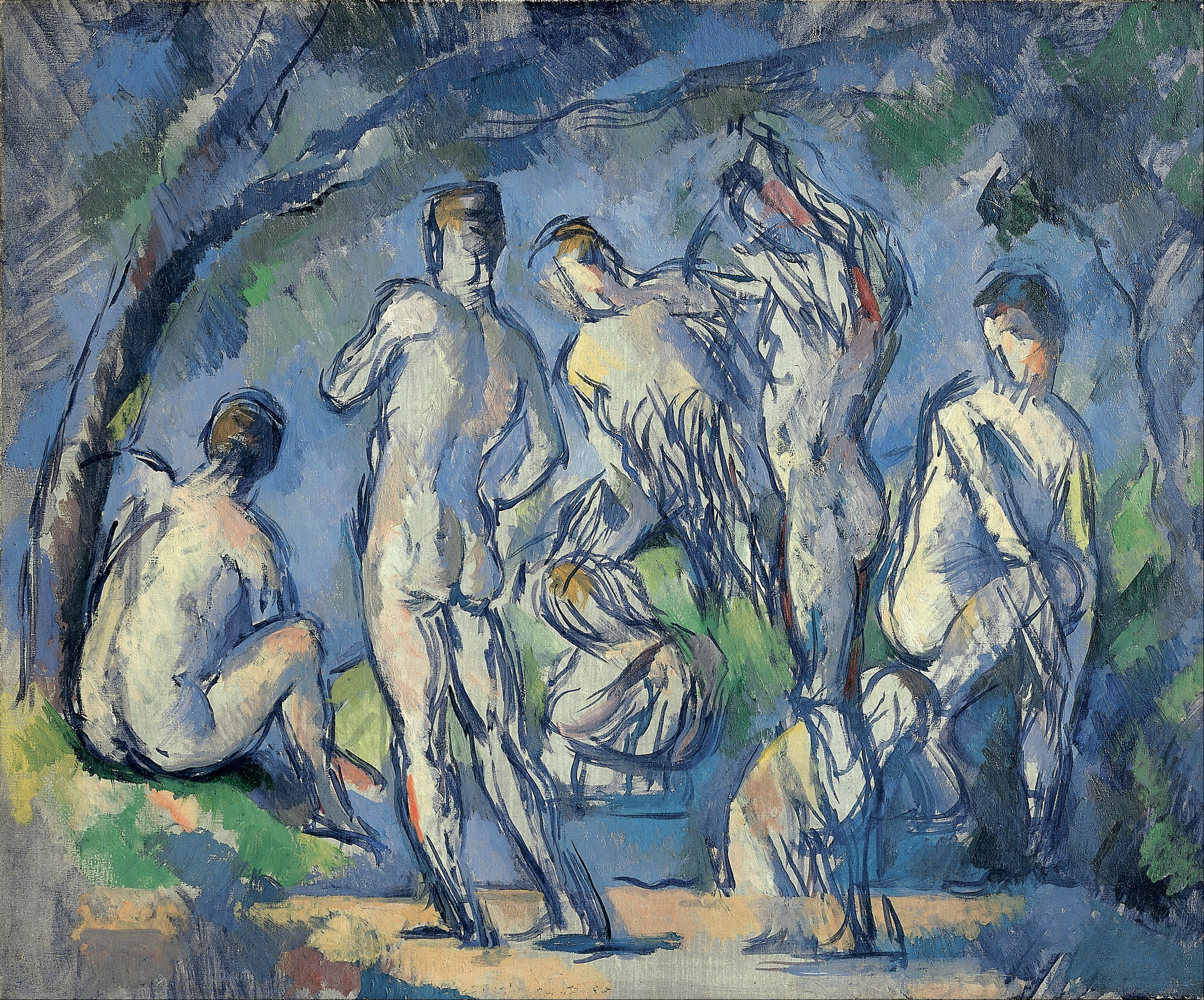
ポール・セザンヌ 「Seven Bathers」　1900年
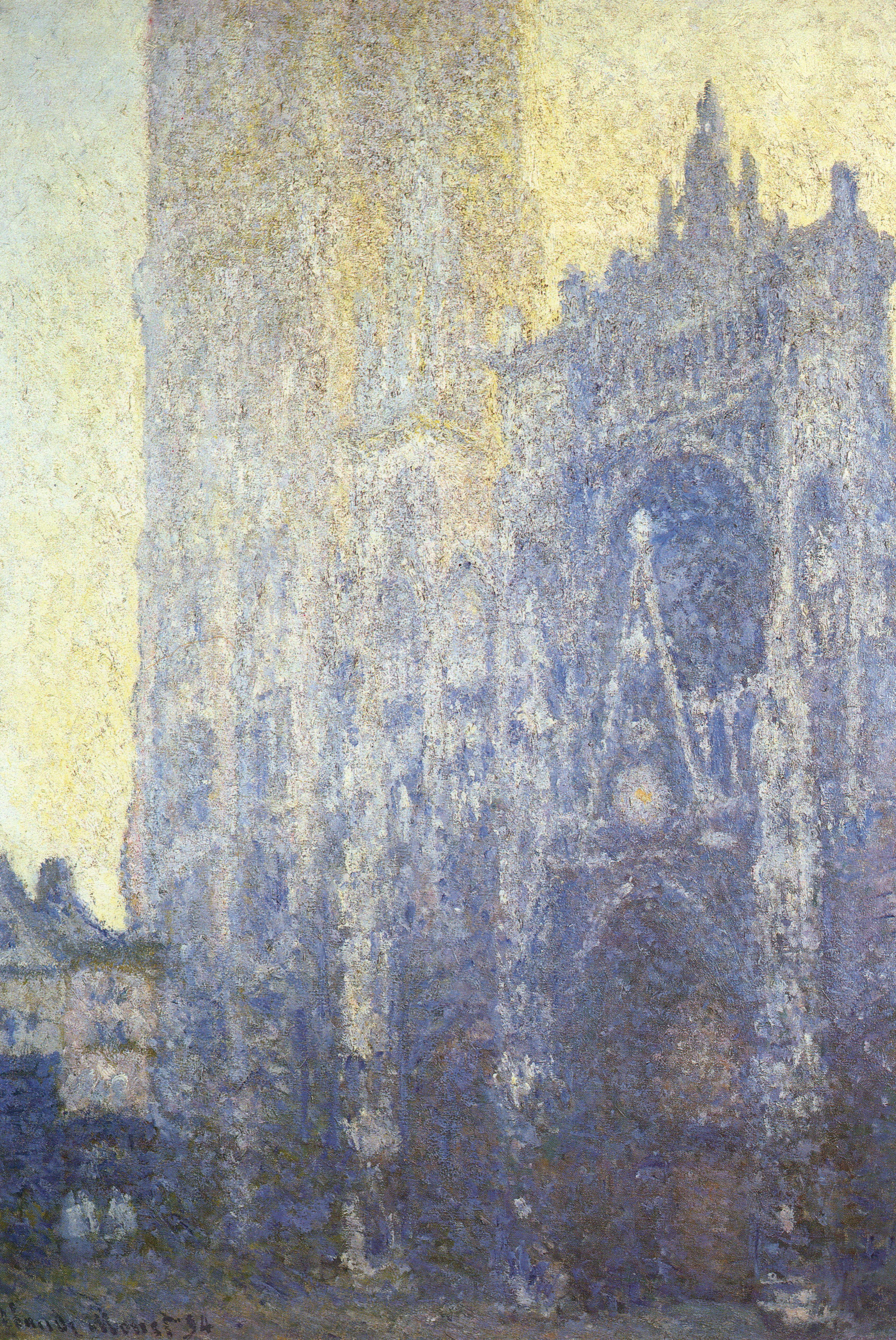
クロード・モネ 「La Cathédrale de Rouen. Le Portail (effet du matin)」　1894年

### 立体作品

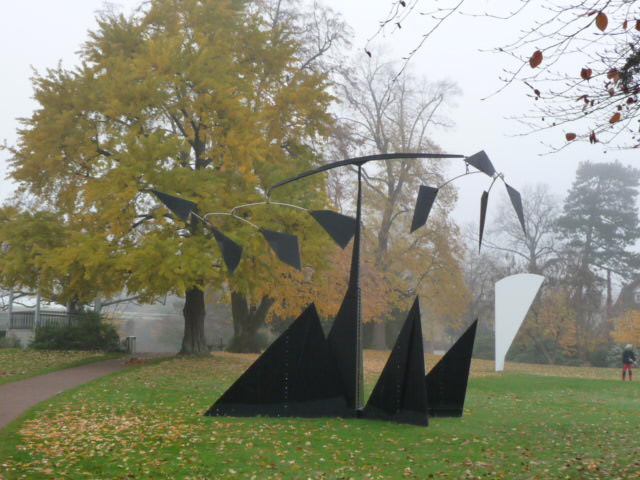
アレクサンダー・カルダー 「L'arbre」
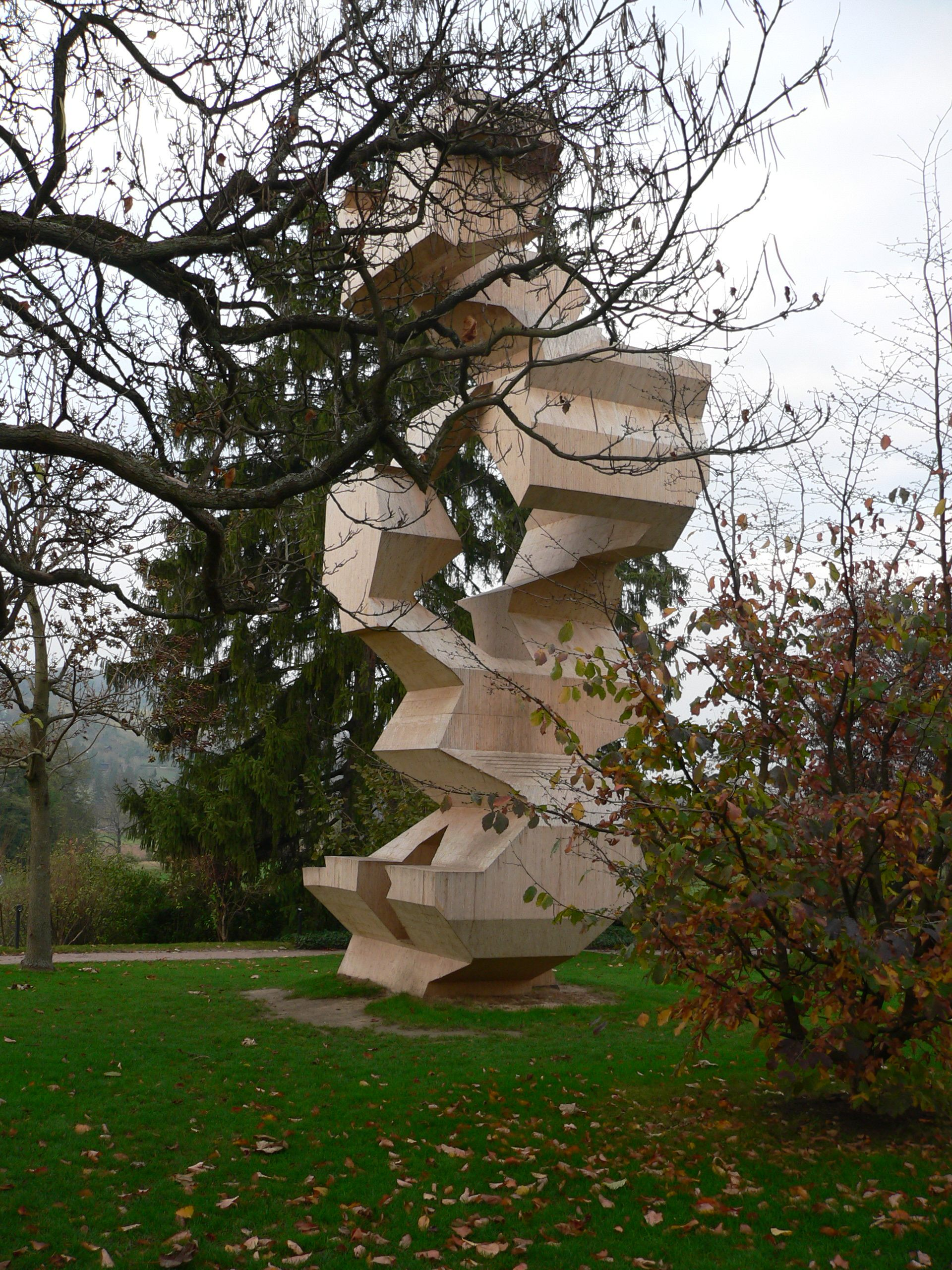
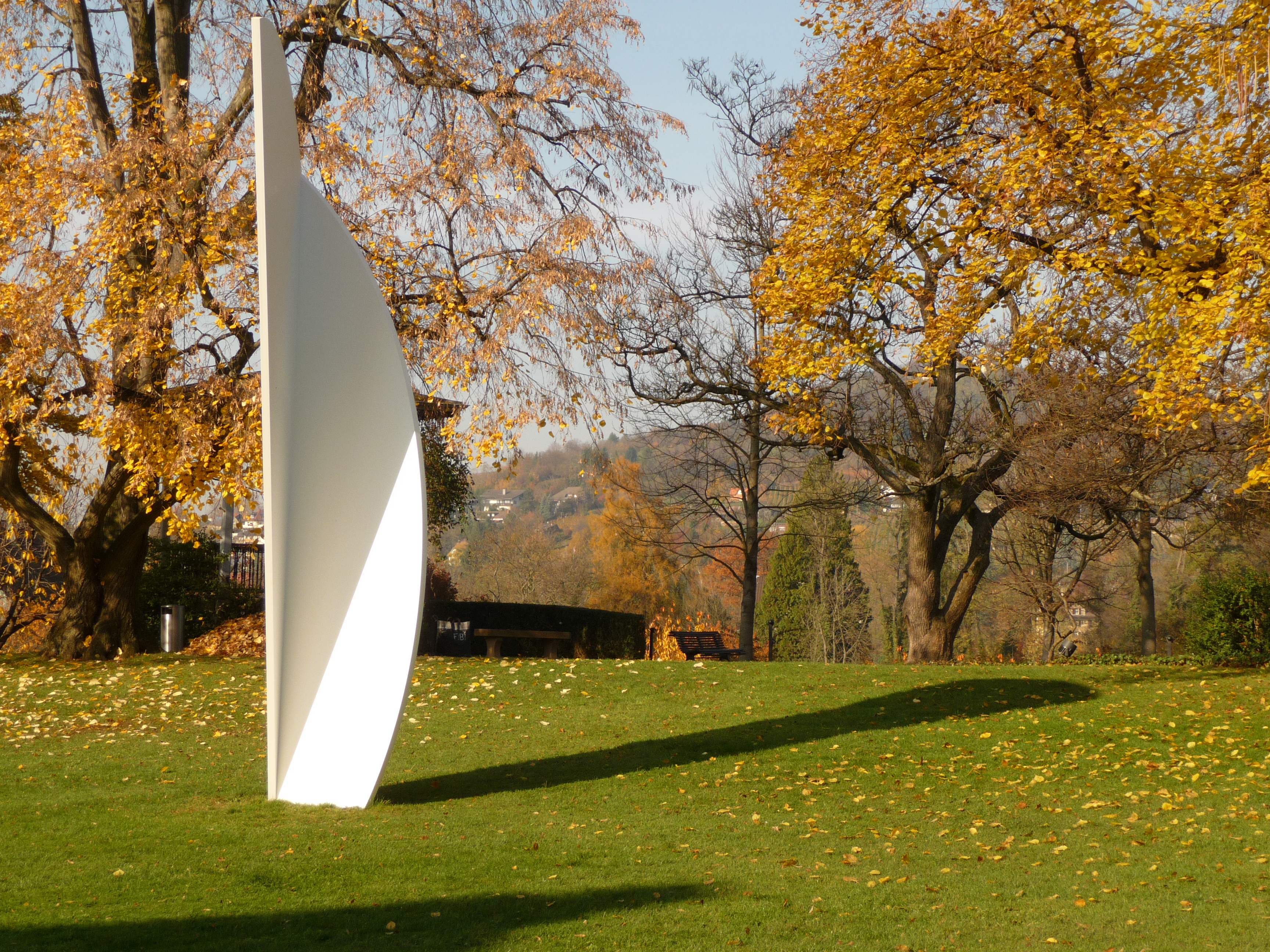
エルズワース・ケリー 「White Curves」　2002年